# BGB i Stockholm AB
BGB i Stockholm AB, (ursprungligen Byggmästares i Stockholm Gemensamma Byggnads AB) var ett byggbolag med säte i Stockholm. Efter ekonomiska problem försattes BGB i konkurs hösten 1992.
BGB byggde i början av 1970-talet Galleriafastigheten Trollhättan 32 i Stockholms innerstad samt ett antal förortscentra, bland annat Vårberg centrum. Till företagets produktion hörde även några bostadsområden i Stockholm, varav kvarteret Varmfronten på Skarpnäcksfältet (arkitekt: Arken Arkitekter AB genom Klas Tham och Peer Ove Skånes) belönades med Kasper Salinpriset 1983 för sin goda utformning och kvalitet.
BGB blev känt genom löpsedlarna i samband med rivningen av det k-märkta Strindbergshuset vid Karlaplan i Stockholm 1969.